# フランチカ
フランチカ（イタリア語: Francica）は、イタリア共和国カラブリア州ヴィボ・ヴァレンツィア県にある、人口約1,700人の基礎自治体（コムーネ）。

## 地理

### 位置・広がり

#### 隣接コムーネ
隣接するコムーネは以下の通り。
- ジェロカルネ
- ミレート
- サン・コスタンティーノ・カーラブロ
- サン・グレゴーリオ・ディッポーナ
- ステファナーコニ
- ヴィーボ・ヴァレンツィア